# Jorge Rimarachín Cabrera
Jorge Antonio Rimarachín Cabrera (Cajamarca, 23 de marzo de 1965) es un sociólogo y político peruano. Fue elegido como congresista de la República para el período 2011-2016 por el departamento de Cajamarca.

## Biografía
En 1990 se graduó como Licenciado en Sociología en la Universidad Nacional de Cajamarca. Cuenta asimismo con un Título de Guía Oficial de Turismo por la misma Universidad. Así como un Posgrado en Salud Pública en la Universidad Nacional Federico Villarreal y con estudios concluidos en tres Doctorados: Salud Pública, Medio Ambiente y Desarrollo Sostenible, y Economía. Ha trabajado como Asesor de la Dirección de Salud de Lima Este, como Especialista de Alfabetización del Ministerio de Educación, como Gerente Municipal del Municipio Provincial de Chachapoyas, como Asesor en el Congreso de la República desde 2009, y en los últimos años se ha desempeñado como docente invitado de Escuelas de Post Grado en algunas Universidades.

## Labor política
Entre 1989 y 1990 fue Coordinador Regional del partido Izquierda Socialista.
Su carrera política la inicia en las elecciones al Congreso Constituyente Democrático de 1992 fue candidato por Convergencia Nacional', no resultando electo. En las elecciones municipales de 1993 fue candidato a Regidor Provincial por el Movimiento Independiente Che Galvez, también sin éxito.

### Congresista por Cajamarca (2011-2016)
En las elecciones generales del 2011 postuló como candidato al Congreso de la República por la circunscripción de Cajamarca por la alianza Gana Perú de Ollanta Humala, del que fue Coordinador Nacional de Profesionales en 2009. Rimarachín obtuvo 25,158 votos para el período 2011-2016.

### Secretario de la Presidencia del Consejo de Ministerios (2021-2022)
Durante el Gobierno del expresidente Pedro Castillo, fue nombrado Secretario de la Secretaría de Demarcación y Organización Territorial de la Presidencia del Consejo de Ministros mediante Resolución Ministerial N.º 190-2021-PCM, cargo que ocupó desde el 6 de agosto del 2021 hasta el 16 de diciembre del 2022.